# Monte Alto (Guatemala)

Mapa de la región sur de Mesoamérica, mostrando sitios importantes del período Formativo. Se aprecian las poblaciones olmecas principales, como Kaminal Juiú (actualmente en un suburbio al noroeste de la ciudad de Guatemala).

Monte Alto pertenece a una cultura preolmeca que se desarrolló en la costa sur de Guatemala durante el Período Preclásico Medio (aproximadamente desde el 1800 a. C.). Esta cultura es anterior a la civilización maya y a menudo se considera una de las precursoras tanto de los mayas como de los olmecas. El sitio es famoso por sus esculturas monumentales, conocidas como barrigones y cabezas colosales con propiedades magnéticas, aunque su propósito exacto aún es debatido.
Recibe su nombre de una finca ubicada a 500 m al este de la localidad de La Democracia.

## Ubicación
La Democracia se encuentra
- a 35 km al este de la ciudad de Escuintla (cabecera departamental), yendo 25 km al oeste por la carretera principal CA 2 hasta la aldea de Siquinalá y después 9 km al sur por la carretera secundaria 2.
- a 9 km al sur de la aldea de Siquinalá.
- a 18 km al sureste de Santa Lucía Cotzumalguapa, yendo 9 km hacia el este por la carretera principal CA 2 hasta la aldea de Siquinalá y después 9 km al sur por la carretera secundaria 2.
- a 23 km al noreste de La Gomera, por la carretera secundaria 2.
- a 8 km (sin carretera, a campo traviesa) al oeste del río Achiguate (que corre de norte a sur).
- a 82 km al noroeste de Puerto San José (pasando por Escuintla por carretera).
- a 12 km (sin carretera, a campo traviesa) al este de Masagua.
- a 48 km de Masagua (pasando por Escuintla por carretera).

## Historia
La cultura de Monte Alto es una de las más antiguas de Mesoamérica y tal vez sea anterior a la cultura olmeca.
Monte Alto fue ocupada hacia el 1800 a. C., pero tuvo una presencia bastante exigua, menor que El Bálsamo (a unos 10 km al oeste de Monte Alto), o Los Cerritos Sur (a unos 10 km al este de Monte Alto).
Monte Alto se convirtió en un centro regional durante los seis siglos del Período Preclásico Tardío (entre el 400 a. C. y el 200 d. C.).
El sitio tiene 45 estructuras principales, siendo la más alta una pirámide de 20 m de altura.
También hay una importante ocupación del Período Clásico Temprano, pero está localizada principalmente en la Estructura 6, una gran plataforma ubicada al noreste.
Desde hace décadas o siglos se conocía la existencia de varias cabezas monumentales apoyadas a nivel del suelo, que se encontraban en los potreros de la finca Monte Alto, a menos de un kilómetro al oeste de la aldea La Democracia. Desde mediados del siglo XX llegaban personas especializadas en arqueología o turistas extranjeros para visitar los monumentos. Los niños de la aldea recorrían el lugar. Las cabezas eran vistas como simples objetos de curiosidad. Se comentaba que debían pertenecer a los pipiles, que tradicionalmente se considera que provenían del sur de México.